# 4729 Mikhailmilʹ
4729 Mikhailmilʹ eller 1980 RO2 är en asteroid i huvudbältet som upptäcktes den 8 september 1980 av den sovjetisk-ryska astronomen Ljudmila Zjuravljova vid Krims astrofysiska observatorium på Krim. Den är uppkallad efter Mikhail Milʹ.
Asteroiden har en diameter på ungefär 5 kilometer.